# Cape Town Street Circuit
Het Cape Town Street Circuit is een stratencircuit in Kaapstad, een van de hoofdsteden van Zuid-Afrika. Op 25 februari 2023 was het circuit voor het eerst gastheer van een Formule E-race, de ePrix van Kaapstad. Deze race werd gewonnen door António Félix da Costa.

## Achtergrond
Het circuit zou oorspronkelijk in 2022 voor het eerst op de Formule E-kalender staan, maar de race werd vanwege de coronapandemie afgelast. Toen de kalender van het seizoen 2022-2023 werd gepresenteerd, was het circuit niet op de kalender te vinden. Pas in oktober 2022 kreeg het circuit toestemming van de FIA om een race te organiseren. Hierna kwam een nieuwe versie van de kalender uit, waarop de ePrix van Kaapstad werd gehouden in de plaats van de afgelaste ePrix van Seoel.

## Ligging
Op 4 maart 2022 werd de lay-out van het Cape Town Street Circuit onthuld. Het circuit ligt in het district Victoria & Alfred Waterfront, rond het Groenpuntstadion. Het is het circuit met de hoogste gemiddelde snelheid op de Formule E-kalender.